# Hok'taur
Nella serie televisiva di fantascienza Stargate SG-1, gli Hok'taur sono esseri umani sottoposti a mutazione genetica.

## Terminologia
Hok'taur è una terminologia Goa'uld composta dai due vocaboli: Hok, che significa "perfetto" o "migliorato", e Taur, che vuol dire "umano".
Hok'taur significa dunque "umano perfetto", ovvero un essere umano con capacità extra come forza sovrumana, velocità potenziata, intelligenza superiore, telecinesi, telepatia ecc.

## Storia
Sul pianeta Hanka (P8X-987) il Goa'uld Nirrti lavorò per anni per riuscire a creare un Hok'taur, facendo esperimenti su Cassandra negli episodi Il cavallo di Troia e Fuoco nella mente. Nirrti morì nella puntata "Metamorfosi quando perse il controllo dei suoi "esperimenti" che la uccisero.
Per sconfiggerla, l'SG-1 deve convincere gli Hok'taur delle loro buone intenzioni e sarà proprio uno di loro che leggendo nella mente di Nirrti scopre la verità.
Quando Nirrti viene sconfitta dall'SG-1 gli Hok'taur vengono guariti dalla tecnologia che aveva loro modificato il DNA, che loro stessi avevano imparato ad usare.